# Idris striativentris
Idris striativentris är en stekelart som först beskrevs av Jean-Jacques Kieffer 1909.  Idris striativentris ingår i släktet Idris och familjen Scelionidae. Inga underarter finns listade i Catalogue of Life.